# Барон Сент-Джон из Блетсо
Барон Сент-Джон из Блетсо в графстве Бедфордшир — наследственный титул в системе пэрства Англии. Он был создан 13 января 1582 года для Оливера Сент-Джона (ок. 1522—1582), лорда-лейтенанта Бедфордшира (1560—1569).

## История

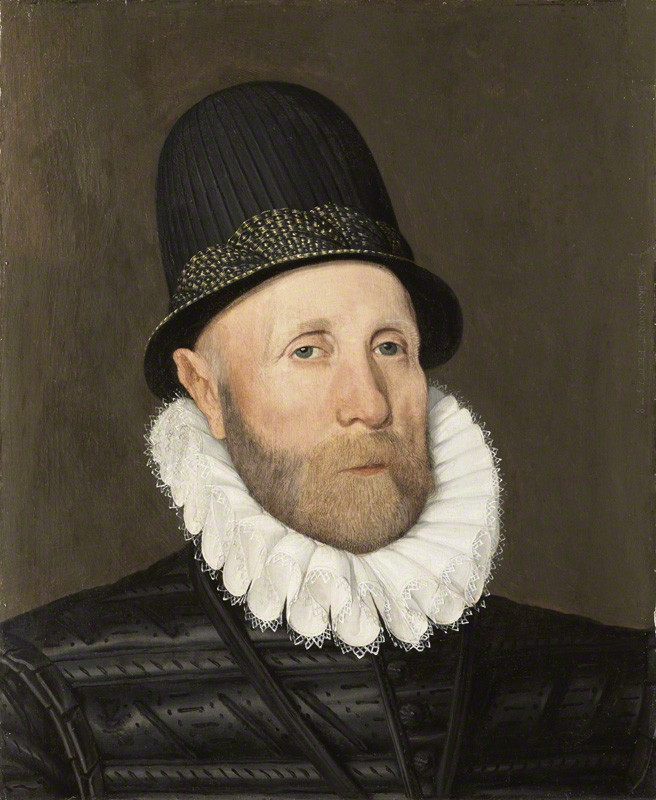
Оливер Сент-Джон, 1-й барон Сент-Джон из Блетсо, 1578 год

Оливер Сент-Джон, 1-й барон Сент-Джон из Блетсо, был потомком сэра Джона Сент-Джона (умер около 1482), старшего сына сэра Джона Оливера Сент-Джона из Блетсо (умер в 1437), мужа Маргарет Бошан из Блетсо (умерла в 1482), дочери Джона Бошана, де-юре 3-го барона Бошана из Блетсо (умер в 1412), и внучке Роджера де Бошана (умер в 1380), который был вызван в парламент в качестве барона Бошана из Блетсо (1363—1379/1380). Преемником Оливера Сент-Джона стал его сын, Джон, 2-й барон Сент-Джон из Блетсо (умер в 1596). Он был одним из судей, участвовавших в процессе против Марии Стюарт, представлял в Палате общин Бедфордшир (1559—1567) и служил лордом-лейтенантом Хантингдоншира (1588—1596). Он скончался, не оставив сыновей, поэтому ему наследовал его младший брат Оливер, 3-й барон (около 1540—1618), депутат Палаты общин от Бедфордшира в 1588—1596 годах. А на титул барона Бошана из Блетсо стала претендовать Энн Сент-Джон, дочь 2-го барона и жена Уильяма Говарда, лорда Говарда из Эффингхема, старшего сына и наследника Чарльза Говарда, 1-го графа Ноттингема.

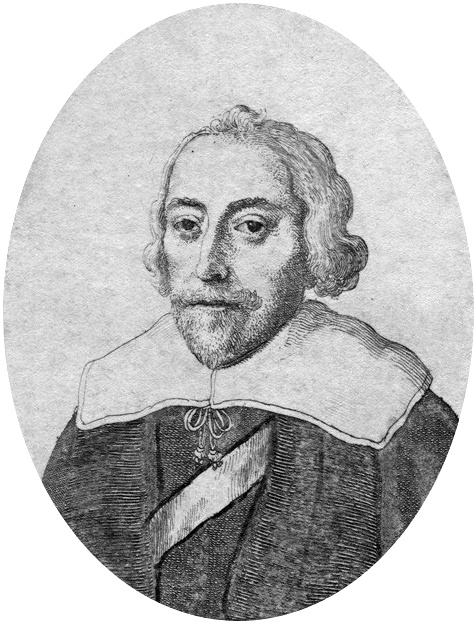
Оливер Сент-Джон, 1-й граф Болингброк

Сын 3-го барона, Оливер Сент-Джон, 4-й барон Сент-Джон из Блетсо (около 1580—1646), 28 декабря 1624 года получил титул графа Болингброка. Также он заседал в Палате общин от Бедфордшира (1597—1611) и служил лордом-лейтенантом Хантингдоншира (1619—1627, 1629—1636) и Бедфордшира (1639—1646). Его старший сын и наследник, Оливер Сент-Джон (1603—1642), в 1641 году был вызван в парламент в качестве барона Сент-Джона из Блетсо. Но он умер раньше своего отца (погиб в битве при Эджхилле в 1642). Он заседал в Палате общин Англии от Бедфордшира в 1624—1629 годах. Оливер Сент-Джон был известен как 5-й барон Сент-Джон из Блетсо. 1-му графу Болингброку наследовал его внук, Оливер Сент-Джон, 2-й граф Болингброк, 6-й барон Сент-Джон из Блетсо (умер в 1688). Он был сыном Паулета Сент-Джона, младшего сына 1-го графа Болингброка. 2-й граф скончался бездетным, ему наследовал его младший брат, Паулет Сент-Джон, 3-й граф Болингброк (1634—1711), который был членом Палаты общин от Бедфорда в 1663—1685 годах. Они не был женат, и после его смерти в 1711 году титул графа Болингброка перешёл в состояние бездействия.
Но баронский титул унаследовал его второй кузен, сэр Паулет Сент-Эндрю Сент-Джон, 5-й баронет (умер в 1714), который стал 8-м бароном Сент-Джон из Блетсо. Он был потомком достопочтенного сэра Роуленда Сент-Джона, четвёртого сына 3-го барона Сент-Джона из Блетсо. Сент-Эндрю Сент-Джон, 14-й барон Сент-Джон из Блетсо (1759—1817), был депутатом Палаты общин от Бедфордшира (1780—1784, 1785—1800, 1801—1805). Его внук, Бошан Моубрей Сент-Джон, 17-й барон Сент-Джон из Блетсо (1844—1912), служил в качестве лорда-лейтенанта Бедфордшира в 1905—1912 годах.
По состоянию на 2025 год носителем титула являлся правнук последнего, Энтони Тюдор Сент-Джон, 22-й барон Сент-Джон из Блетсо (родился в 1957), который стал преемником своего отца в 1978 году. Он является одним из девяноста избранных наследственных пэров, которые остались в Палате лордов после принятия Акта Палаты лордов 1999 года, где он занимает скамейки независимых депутатов.
Титул баронета Сент-Джона из Нортвуда в графстве Нортгемптоншир (Баронетство Англии) был создан 28 июня 1660 года для Оливера Сент-Джона (1624—1662). Он был сыном достопочтенного сэра Роуленда Сент-Джона, четвёртого сына 3-го барона Сент-Джона из Блетсо. Его сын, сэр Сент-Эндрю Сент-Джон, 2-й баронет (1658—1709), представлял Нортгемптоншир в Палате общин (1690—1695). Внук последнего, сэр Паулет Сент-Эндрю Сент-Джон, 5-й баронет (умер в 1714), в 1711 году унаследовал титул 8-го барона Сент-Джона из Блетсо.
Оливер Сент-Джон (умер около 1497), младший брат вышеупомянутого сэра Джона Сент-Джона (умер около 1482), был предком виконтов Грандисон и виконтов Болингброк и Сент-Джон.

## Бароны Сент-Джон из Блетсо (1559)
- 1559—1582: Оливер Сент-Джон, 1-й барон Сент-Джон из Блетсо (около 1522 — 21 апреля 1582), сын сэра Джона Сент-Джона (умер в 1562)[1]
- 1582—1596: Джон Сент-Джон, 2-й барон Сент-Джон из Блетсо (умер 23 октября 1596), старший сын предыдущего[2]
- 1596—1618: Оливер Сент-Джон, 3-й барон Сент-Джон из Блетсо (около 1540—1618), младший брат предыдущего[3]
- 1618—1646: Оливер Сент-Джон, 4-й барон Сент-Джон из Блетсо (около 1580 — июнь 1646), старший сын предыдущего, граф Болингброк с 1624 года[4].

## Графы Болингброк (1624)
- 1624—1641, 1642—1646: Оливер Сент-Джон, 1-й граф Болингброк, 4-й барон Сент-Джон из Блетсо (ум. июнь 1646), старший сын сэра Оливера Сент-Джона, 3-го барона Сент-Джона из Блетсо[4]
  - 1641—1642: Оливер Сент-Джон, 5-й барон Сент-Джорн из Блетсо (1603 — 23 октября 1642), старший сын предыдущего[5]
- 1646—1688: Оливер Сент-Джон, 2-й граф Болингброк, 6-й барон Сент-Джон из Блетсо (умер 18 марта 1688), старший сын сэра Паулета Сент-Джона (1608—1638), внук 1-го графа Болингброка[6]
- 1688—1711: Паулет Сент-Джон, 3-й граф Болингброк, 7-й барон Сент-Джон из Блетсо (23 ноября 1634 — 5 октября 1711), младший сын сэра Паулета Сент-Джона (1608—1638), младшего сына 1-го графа Болингброка[7].

## Бароны Сент-Джон из Блетсо, продолжение креации 1559 года)
- 1711—1714: Паулет Сент-Эндрю Сент-Джон, 8-й барон Сент-Джон из Блетсо (1711 — 10 мая 1714), единственный сын сэра Сент-Эндрю Сент-Джона, 4-го баронета (ок. 1685—1711)[8]
- 1714—1720: Уильям Сент-Джон, 9-й барон Сент-Джон из Блетсо (умер 11 октября 1720), сын сэра Эндрю Сент-Джона, 2-го баронета (ок. 1650—1709)[9]
- 1720—1722: Роуленд Сент-Джон, 10-й барон Сент-Джон из Блетсо (умер 4 июля 1722), младший брат предыдущего[10]
- 1722—1757: Джон Сент-Джон, 11-й барон Сент-Джон из Блетсо (умер 24 июня 1757), сын сэра Эндрю Сент-Джона, 2-го баронета (ок. 1650—1709)[11]
- 1757—1767: Джон Сент-Джон, 12-й барон Сент-Джон из Блетсо (15 ноября 1725 — 20 апреля 1767), второй сын предыдущего[12]
- 1767—1805: Генри Бошан Сент-Джон, 13-й барон Сент-Джон из Блетсо (2 августа 1758 — 18 декабря 1805), второй сын предыдущего[13]
- 1805—1817: Сент-Эндрю Сент-Джон, 14-й барон Сент-Джон из Блетсо (22 августа 1759 — 15 октября 1817), третий сын 12-го барона, младший брат предыдущего[14]
- 1817—1874: Сент-Эндрю Бошан Сент-Джон, 15-й барон Сент-Джон из Блетсо (8 ноября 1811 — 27 января 1874), единственный сын предыдущего[15]
- 1874—1887: Сент-Эндрю Сент-Джон, 16-й барон Сент-Джон из Блетсо (5 октября 1840 — 2 ноября 1887), старший сын предыдущего[16]
- 1887—1912: Бошан Моубрей Сент-Джон, 17-й барон Сент-Джон из Блетсо (4 декабря 1844 — 10 мая 1912), второй сын 15-го барона, младший брат предыдущего[17]
- 1912—1920: Генри Бошан Оливер Сент-Джон, 18-й барон Сент-Джон из Блетсо (24 июня 1876 — 17 октября 1920), старший сын предыдущего[18]
- 1920—1934: Моубрей Сент-Эндрю Торнтон Сент-Джон, 19-й барон Сент-Джон из Блетсо (5 ноября 1877 — 28 октября 1934), второй сын 17-го барона, младший брат предыдущего[19]
- 1934—1976: Джон Моубрей Расселл Сент-Джон, 20-й барон Сент-Джон из Блетсо (3 августа 1917 — 13 апреля 1976), единственный сын предыдущего[20]
- 1976—1978: Подполковник Эндрю Бошан Сент-Джон, 21-й барон Сент-Джон из Блетсо (23 августа 1918 — 11 февраля 1978), третий сын Роуленда Тюдора Сент-Джона (1882—1948), внук 17-го барона[21]
- 1978 — настоящее время: Энтони Тюдор Сент-Джон, 22-й барон Сент-Джон из Блетсо (род. 16 мая 1957), единственный сын Эндрю Бошана Сент-Джона (1918—1978), внук Роуленда Тюдора Сент-Джона (1882—1948), правнук 17-го барона[22]
  - Наследник титула: достопочтенный Оливер Бошан Сент-Джон (род. 11 июля 1995), старший сын предыдущего[23].

## Баронеты Сент-Джон из Вудфорда (1660)
- 1660—1662: Сэр Оливер Сент-Джон, 1-й баронет (ок. 1624 — 3 января 1662), единственный сын Роуленда Сент-Джона (ум. 1645), четвертого сына 3-го барона Сент-Джона из Блетсо[24]
- 1662—1709: Сэр Сент-Эндрю Сент-Джон, 2-й баронет (1650—1709), единственный сын предыдущего[25]
- 1709—1710: Сэр Оливер Сент-Джон, 3-й баронет (ок. 1683 — ок. 1710), старший сын предыдущего[26]
- 1710—1711: Сэр Сент-Эндрю Сент-Джон, 4-й баронет (ок. 1685—1711), младший брат предыдущего[27]
- 1711—1714: Сэр Паулет Сент-Эндрю Сент-Джон, 5-й баронет (1711 — 10 мая 1714), единственный сын предыдущего, 8-й барон Сент-Джон из Блетсо с 1711 года[8].

Дальнейшие баронеты являлись также и баронами Сент-Джон из Блетсо.